# Gustaf Blomgren
Gustaf Adolf Viktor Blomgren (Göteborg, 24 de desembre de 1887 – Göteborg, 25 de juliol de 1956) va ser un saltador suec que va competir a començaments del segle XX i que va disputar dues edicions dels Jocs Olímpics.
El 1912 va prendre part en els Jocs Olímpics d'Estocolm, on guanyà la medalla de bronze en la prova del salt de palanca de 10 metres, del programa de salts, rere Erik Adlerz i Albert Zürner.
Vuit anys més tard, un cop finalitzada la Primera Guerra Mundial, va disputar dues proves del programa de salts dels Jocs d'Anvers: el salt de palanca de 10 metres i el salt de trampolí de 3 metres, finalitzant en quarta posició en ambdues proves.